# Pioneros de Quintana Roo
Los Pioneros de Quintana Roo fue un equipo que participó en la Liga Nacional de Baloncesto Profesional con sede en Cancún, Quintana Roo, México.

## Historia
El domingo 29 de abril de 2012, Pioneros se convirtió en el primer club mexicano en ganar la Liga de las Américas, ya que ganó dos partidos en el Final Four de la edición 2012 de dicho torneo, y se coronó por el criterio de "dominio" ante La Unión de Formosa de Argentina, a la cual derrotó en la jornada inaugural.
El MVP del Final Four fue Chris Hernández, de Pioneros, quien en el cotejo final ante Obras Sanitarias de Argentina convirtió 14 puntos, tomó 2 rebotes y dio 4 asistencias.

## Jugadores

### Roster actual
Actualizado al 19 de marzo de 2016.
"Temporada 2015-2016"

### Jugadores destacados
- Horacio Llamas.
- Chris Hernández.